# Trioza spinulata
Trioza spinulata är en insektsart som beskrevs av Mathur 1975. Trioza spinulata ingår i släktet Trioza och familjen spetsbladloppor. Inga underarter finns listade i Catalogue of Life.